# Agré (titel)
Agré (også agrée eller agreerad) er en titel, som Konstakademien (i Stockholm) før 1887 tildelte yngre kunstudøvere, som ikke blev set som modne til optagelse som medlemmer, men som virkede i akademiets ånd. I Kungliga Musikaliska Akademien blev otte agréer udnævnt mellem 1820 og 1850. Begrebet blev også anvendt om kunstnere, som aspirerede til optagelse i Kunstakademiet i Danmark. 
Ordet er, noget fejlagtigt, dannet af det franske agréger, fra latin aggregare, af ad 'til', og grex 'hjord', 'selskab', 'klub', dvs. 'optage nogen som medlem' – eller en forsvensket form af det franske agréer, af gré, 'smag', 'behag', fra latin gratum, 'det som er behageligt'.